# برند مایر
برند مایر (انگلیسی: Bernd Maier؛ زادهٔ ۳۰ نوامبر ۱۹۷۴) بازیکن فوتبال اهل آلمان است.
از باشگاه‌هایی که در آن بازی کرده‌است می‌توان به باشگاه فوتبال زاربروکن، باشگاه فوتبال وی‌اف‌آر آلن، و باشگاه فوتبال هایدنهایم اشاره کرد.